# Záchodové prkénko

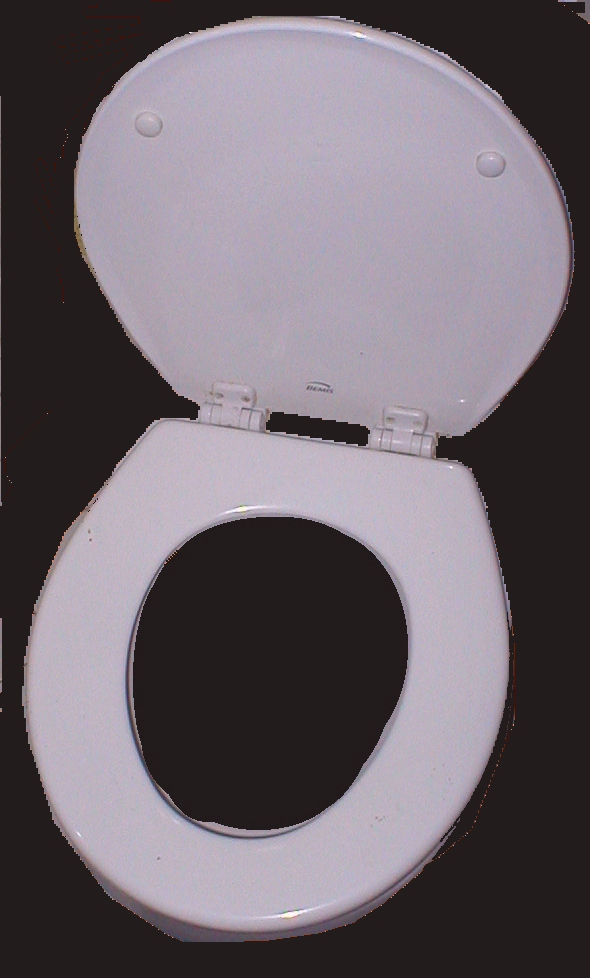
Záchodové prkénko i s poklopem na míse splachovacího záchodu.

Záchodové prkénko či též naivněji záchodové sedátko je vrchní částí splachovacího záchodu, na horním okraji záchodové mísy.
Účelů prkénka či sedátka je vícero:
- Pohodlí a především tepelné odizolování od studené keramiky. Záchodová prkénka se vyrábějí z tepelně izolujících materiálů jako plast nebo dřevo.
- Hygiena záchodu je zajištěna mytím ba i chemickým ošetřením keramiky záchodu, ovšem na hygienu prkénka se používají jiné mycí přípravky. Základním předpokladem jeho hygieny je hladký a neporézní povrch, čemuž nejrůznější plasty běžně vyhovují. V případě dřeva se toto lakuje nebo vůbec potahuje plastem, že samotný materiál uvnitř prkénka ani není uživateli rozpoznatelný.

Účelem poklopu je, kromě estetiky, například v kombinované koupelně i s mísou WC, také opět hygiena: Při splachování totiž mísa rozstřikuje oblak kapének, které se tak z nehygienické mísy mohou vzduchem přenášet, obzvláště v malé místnosti, až na běžně vystavené předměty, jako například zubní kartáčky.

## Zvedání a zavírání
Záchodové prkénko bývá běžným zdrojem rozbrojů v domácnostech:
- V ženské domácnosti zůstává trvale dole, možná se pracuje jen s víkem.
- V pánské domácnosti bývá naopak většinou zvednuté, protože pánové typicky vykonávají malou potřebu vstoje.
- Ve smíšených domácnostech se ovšem s prkénkem pracuje neustále.

### Soft close
Moderním výdobytkem je proto tlumič či brzda v pantu jak prkénka, tak i víka záchodu: Drobným pohybem ruky tak pánům stačí uvést prkénko do sklápěcího pohybu, aniž by se vůbec museli překlánět. Brzda v pantu udržuje jen pomalou rychlost sklápění, prkénko na mísu nedopadá, jen se na něj samo tiše položí. Při nákupu je tato funkce označována jako soft close, měkké zavření. Tato funkce získává na významu obzvláště dnes, kdy se demografický profil společnosti posouvá k většímu počtu seniorů: Ti totiž mívají pohybové potíže, typicky bolestivost kloubů, a například právě předklánění se k míse pro tiché pokládání prkénka až dolů jim dělá potíže.